# Geokichla
Geokichla — рід горобцеподібних птахів родини дроздових (Turdidae). Представники цього роду мешкають в Азії і Африці. Раніше їх відносили до роду Квічаль (Zoothera), однак за результатами низки молекулярно-генетичних досліджень їх було віднесено до відновленого роду Geokichla.

## Види
Виділяють 21 вид:
- Квічаль сибірський (Geokichla sibirica)
- Квічаль індійський (Geokichla wardii)
- Квічаль смугастощокий (Geokichla princei)
- Квічаль камерунський (Geokichla camaronensis)
- Квічаль плямистий (Geokichla guttata)
- Квічаль цейлонський (Geokichla spiloptera)
- Квічаль темнощокий (Geokichla crossleyi)
- Квічаль абісинський (Geokichla piaggiae)
- Квічаль лісовий (Geokichla oberlaenderi)
- Квічаль помаранчевий (Geokichla gurneyi)
- Квічаль вогнистоголовий (Geokichla citrina)
- Квічаль бурий (Geokichla dumasi)
- Квічаль серамський (Geokichla joiceyi)
- Квічаль тиморський (Geokichla peronii)
- Квічаль танімбарський (Geokichla schistacea)
- Квічаль рудоголовий (Geokichla interpres)
- Квічаль енганський (Geokichla leucolaema)
- Квічаль чорношиїй (Geokichla dohertyi)
- Квічаль смугастий (Geokichla cinerea)
- Квічаль целебеський (Geokichla erythronota)
- Квічаль іржастий (Geokichla mendeni)

## Етимологія
Наукова назва роду Geokichla  походить від сполучення слів дав.-гр. γεω — земля і κιχλη — дрізд.